# بول بريتين
بول بريتين (بالإنجليزية: Paul Brittain)‏ مواليد 16 فبراير 1977 في نابرفيل، إلينوي، الولايات المتحدة، هو ممثل أمريكي بدأ مسيرته الفنية عام 2007.

## الأعمال
- فندق ترانسلفانيا
- البالغون 2
- ساترداي نايت لايف

## وصلات خارجية
- بول بريتين على موقع IMDb (الإنجليزية)
- بول بريتين على موقع قاعدة بيانات الفيلم (الإنجليزية)